# Henri Béhotéguy
Pour les articles homonymes, voir Béhotéguy.

a Compétitions nationales et continentales officielles uniquement.

b Matchs officiels uniquement.
Henri Béhotéguy, né le 18 octobre 1898 à Bayonne (France) et mort le 18 juin 1975 dans la même ville, est un joueur international français de rugby à XV évoluant au poste de trois-quarts centre.
Son frère cadet, André Béhotéguy, est également international français de rugby à XV.

## Biographie
Henri Béhotéguy naît le 18 octobre 1898 à Bayonne dans le département français des Basses-Pyrénées.
En club, il joue à l'Aviron bayonnais, au Racing Club de France à compter de la saison 1922-1923, puis à l'US Cognac (où il retrouve son frère).
Henri Béhotéguy connaît sa première sélection avec l'équipe de France le 24 février 1923 contre le pays de Galles.
Son frère cadet, André Béhotéguy, né le 19 octobre 1900, joue à ses côtés au centre de la ligne arrière, à l'Aviron bayonnais, en sélection nationale, ainsi qu'à l'US Cognac.

## Statistiques en équipe nationale
- 6 sélections en équipe de France.
- 1 essai (3 points).
- Sélections par année : 1 en 1923, 5 en 1928 .
- Vainqueur pour la 1re fois du pays de Galles, à domicile.

## Palmarès
- Finaliste du Championnat de France en 1922 avec l'Aviron bayonnais.
- Vainqueur du Championnat de Charentes en 1926 avec l'US Cognac.
- Finaliste du Championnat de France de 2e division en 1934 avec l'US Cognac.